# Mars 1957

## Évènements
- Rejet de la Constitution Lyttleton par les Noirs au Kenya[1].
- Création du journal La Voix du travailleur algérien par l'Union syndicale des travailleurs algériens.

- 1er mars : la SNCASE fusionne avec la SNCASO, devenant Sud-Aviation.
- 6 mars : indépendance du Ghana[2], alors « Gold Coast », octroyée par le Royaume-Uni.
- 10 - 14 mars[3] : visitant les chantiers pétroliers du Sahara, le général de Gaulle espère que la France conservera ces territoires.
- 14 mars : le gouvernement Sastroamidjojo démissionne. Soekarno impose la loi martiale, qui donne des pouvoirs accrus au chef d’état-major, le général Nasution.
- 24 mars : 
  - Manifeste des Bahutu (Hutu) du Rwanda et conflits ethniques.
  - Impliqué dans une affaire d'espionnage au profit de la France, le procureur de la Confédération suisse, René Dubois, âgé de 59 ans, se suicide à Berne, en se tirant une balle dans la tête.
- 25 mars : signature du traité de Rome : création, au 1er janvier 1958, de la Communauté économique européenne (CEE) et de l'Euratom, ou Communauté européenne de l'énergie atomique (CEEA). Le processus d'intégration des pays européens prend une nouvelle dimension avec cette alliance regroupant la Belgique, la République fédérale d'Allemagne[4], la France, l'Italie, le Luxembourg et les Pays-Bas. La CEE se fixe pour but d’unifier progressivement les politiques économiques et financières des nations membres, de constituer un marché commun agricole et industriel, et de mettre en application les quatre libertés, à savoir : la libre circulation des marchandises, des personnes, des services et du capital (art. 67 à 73). Ce traité fonde également une troisième communauté européenne d’une durée indéfinie, l’Euratom ou Communauté européenne de l'énergie atomique (CEEA), entre les membres des deux autres communautés (la CECA originelle et la nouvelle CEE.). L’objectif d’Euratom est de promouvoir l’utilisation pacifique de l’énergie nucléaire comme de la recherche.
- 30 mars : vote des décrets d’application de la Loi-cadre Defferre donnant l’autonomie aux colonies de l’AOF et de l’AEF. Les élections qui se déroulent le lendemain sont largement remportées par le RDA en Guinée, en Côte d'Ivoire, au Tchad et au Soudan.

## Naissances
- 3 mars : Kalev Mutond, homme congolais (DRC) travaillant dans les services de renseignements.
- 8 mars : Yemi Osinbajo, homme politique nigérian, vice-président du Nigeria.
- 9 mars : Mona Sahlin, femme politique suédoise, ancien ministre et vice-premier ministre de Suède.
- 10 mars : 
  - Oussama ben Laden, islamiste apatride d'origine saoudienne, chef spirituel du réseau jihadiste Al-Qaïda († 2 mai 2011).
  - Shannon Tweed, productrice et actrice.
- 12 mars : Steve Harris, bassiste du groupe de heavy metal Iron Maiden.
- 13 mars : Jean-Yves Lafesse, humoriste français († 22 juillet 2021).
- 14 mars : Franco Frattini, politicien italien († 24 décembre 2022).
- 18 mars : Christer Fuglesang, spationaute suédois.
- 20 mars : Spike Lee, scénariste, réalisateur et producteur américain.
- 21 mars : Youssef Rzouga, poète tunisien.
- 22 mars : Jacek Kaczmarski, chanteur politique polonais.
- 23 mars : 
  - Amanda Plummer, actrice américaine.
  - Lucio Gutiérrez, homme politique équatorien.
  - Ananda Devi, femme de lettres et écrivaine mauricienne.
- 24 mars : 
  - Sophie Barjac, actrice française.
  - Scott J. Horowitz, astronaute américain.
  - Jean-Pierre Marongiu, ingénieur, entrepreneur et écrivain français († 13 juin 2023).
- 26 mars : Oliver Hirschbiegel, réalisateur et scénariste allemand.
- 29 mars :
  - Maurice Benayoun, artiste, nationalité française.
  - Michael Foreman, astronaute
  - Christophe Lambert, acteur et producteur, nationalité française et américaine.
  - Susana Lizano, astrophysicienne mexicaine.
- 30 mars :
  - Elena Kondakova, cosmonaute russe.
  - Michael Lehmann, réalisateur, producteur et scénariste américain.
- 31 mars : Patrick Forrester, astronaute américain.

## Décès
- 7 mars : Wyndham Lewis, peintre britannique d'origine canadienne (° 18 novembre 1882).
- 16 mars : Constantin Brâncuşi, sculpteur français d'origine roumaine.
- 26 mars : Max Ophüls, réalisateur allemand.